# Božena Begović
Božena Begović (* 18. März 1901 in Split, Österreich-Ungarn; † 10. Juni 1966 in Zagreb, Jugoslawien) war eine kroatische Schriftstellerin, Übersetzerin, Schauspielerin, Rundfunksprecherin und Dramaturgin. Sie schrieb sowohl in serbokroatischer als auch in deutscher Sprache.

## Leben
Božena Begović wurde am 18. März 1901 als Tochter des Schriftstellers Milan Begović und der Pianistin Paula Goršetić in Split im heutigen Kroatien, damals noch Österreich-Ungarn, geboren. 1904 fertigte der Bildhauer Ivan Meštrović eine Bronzeplastik ihres Kopfes an, die sich heute in der Kunstgalerie Dubrovnik befindet.
Als ihr Vater Arbeit am Deutschen Schauspielhaus in Hamburg fand, zog die ganze Familie mit ins Deutsche Reich und Božena besuchte hier 1908–1912 die Grundschule. 1912 siedelte die Familie nach Wien über, wo der Vater als Dramaturg und Regisseur an der Neuen Wiener Bühne arbeitete. Božena absolvierte hier 1916 das Gymnasium und studierte 1916–1919 Schauspiel an der Universität für Musik und darstellende Kunst. 1919–1921 arbeitete sie als Schauspielerin in Wien und Steyr, dann kehrte sie nach Kroatien, inzwischen ein Teil des Königreichs Jugoslawien, zurück. Auch hier versuchte sie zunächst, sich als Schauspielerin den Lebensunterhalt zu verdienen. 1922/23 war sie in Dubrovnik, 1923/24 in Zagreb engagiert und spielte unter anderem die Rolle der Blanche im Drama Svadbeni let („Hochzeitsbett“) ihres Vaters. 1924–1926 war sie Regisseurin und Schauspielerin in der Theatertruppe Dubrovnik.
1926 wurde Begović die erste Sprecherin und Ansagerin von Radio Zagreb, dem ersten Hörfunksender Südosteuropas. Am 15. Mai sprach sie im kleinen Studio am Markusplatz die berühmten ersten Worte: „Hallo, hallo! Hier ist Radio Zagreb. Wir begrüßen unsere ersten Hörer und bitten Sie, uns umgehend anzurufen, um mitzuteilen, wie Sie uns hören.“ (Halo, halo! Ovdje Radio Zagreb. Pozdravljamo svoje prve slušaoce i molimo da nam odmah telefonom javite kako nas čujete.) Noch heute wird das Datum jährlich gefeiert.
Im Winter 1927 kehrte Begović, arbeitslos und krank, nach Dubrovnik zurück. Mit Hilfe ihrer Freunde Miroslav Krleža und August Cesarec fand sie 1929 eine Anstellung in einer Bank in Zagreb, ab 1931 arbeitete sie als Sekretärin am Kroatischen Nationaltheater Zagreb. In dieser Stellung blieb sie bis Kriegsende 1945. 
Seit 1935 wohnte sie zusammen mit ihrer Lebenspartnerin, der Ingenieurin Joelle Vuković, in der Jurjevska ulica („Jurjevska-Straße“) 19 in Zagreb. Sie war damit die erste Frau der Region, die offen in einer gleichgeschlechtlichen Beziehung lebte.
1938 gründete sie die „Gesellschaft kroatischer Schriftstellerinnen“ mit, wurde deren erste Präsidentin und war Mitherausgeberin von deren Almanach. 1941 wurde die Gesellschaft von der faschistischen Ustascha verboten. Begović kämpfte aktiv gegen die Diktatur. Sie unterstützte die Kommunistische Partei Jugoslawiens, half bei der kommunistischen Internationalen Roten Hilfe mit, sich um Flüchtlinge aus Konzentrationslagern zu kümmern, und wurde 1942 Mitglied der feministischen und antifaschistischen Massenorganisation „Antifaschistische Front der Frauen“ (Antifašistička fronta žena).
Nach dem Zweiten Weltkrieg eröffneten sich ihr mehr Möglichkeiten. 1945 wurde sie als erste Frau Schauspieldirektorin, 1946 Dramaturgin am Kroatischen Nationaltheater. 1948 arbeitete sie an der Gründung des Pioniertheaters Zagreb für Kinder und Jugendliche mit und wurde 1950 dessen Direktorin. Für die Pioniere schrieb sie 1951 das Stück Drug za druga („Einer für den andern“). 1953 ging sie in Pension. Sie verblieb bis zu ihrem Tod am 10. Juni 1966 in Zagreb.
Als Schriftstellerin verfasste Begović Gedichte (zumeist sentimentale Lyrik), Theaterstücke, Dramatisierungen und Prosaskizzen, ferner zahlreiche Theaterkritiken, Rezensionen und Essays für Zeitungen und Zeitschriften. In ihrer Jugend schrieb sie ausschließlich auf Deutsch, erst nach ihrer Rückkehr nach Kroatien begann sie 1923 auch auf Serbokroatisch zu schreiben.
Am bedeutendsten sind Begovićs Übersetzungen. Sie war polyglott und sprach neben ihrer Muttersprache Serbokroatisch auch Deutsch, Französisch, Italienisch, Englisch, Tschechisch und Esperanto. Einerseits übersetzte sie Werke ins Serbokroatische, vor allem aus der französischen (Balzac, Maupassant, Stendhal, Antoine de Saint-Exupéry, Anouilh) und der deutschen Literatur. Aus letzterer übertrug sie unter anderem Die Verwirrungen des Zöglings Törleß (als Pomutnje gojenca Törlessa) und den Novellenband Drei Frauen (als Tri žene) von Robert Musil, Bordbuch des Satans (als Gusarski dnevnik) von Hans Leip, ferner Werke von Stefan Zweig und Rainer Maria Rilke. Andererseits übersetzte Begović auch kroatische Schriftsteller ins Deutsche, so zwei Dramen des „kroatischen Shakespeares“ Marin Držić und Romane und Novellen ihres Freundes Miroslav Krleža.

## Gedenken
Am Haus an der Jurjevska-Straße 19 in Zagreb, in dem Begović 1935–1966 wohnte, ist eine Gedenkplatte angebracht. 2024 wurde eine Straße im Zagreber Bezirk Črnomerec nach ihr benannt. Die Stadt reagierte damit auf den Missstand, dass nur 1,8 % der städtischen Straßen nach Frauen benannt waren, und widmete auch den Schauspielerinnen Mija Oremović, Božena Kraljeva und Eliza Gerner eine Straße.
2022 inszenierte Pavlica Bajsić Brazzoduro am Jugendtheater Zagreb (Zagrebačko kazalište mladih) das Stück „Hallo, hallo, hier ist Radio Zagreb“ (Halo, halo, ovdje Radio Zagreb) über Božena Begović.

## Werke
- Između jučer i sutra („Zwischen gestern und morgen“, Drama), 1935
- Lampioni („Lampions“, Drama), 1937
- O životu („Über das Leben“, Gedichte), 1939 (36 S.)
- Drug za druga („Einer für den andern“, Theaterstück für Pioniere), 1951 (70 S.)

### Posthume Ausgaben
- Stih – Proza – Teatar („Gedichte – Prosa – Theater“), 1974 (163 S.), herausgegeben von ihrer Lebenspartnerin Joelle Vuković[4]
- O boli i o razumu („Über Schmerz und über Vernunft“), 2008 (111 S.)

### Übersetzungen ins Deutsche
- Ahmed Muradbegovič: Der Weg zu Gott. Drama in drei Akten, 1930 (76 S.)
- Kalman Mesarić: Auch in unserer Stadt. Komödie in drei Akten, 1930 (66 S.)
- Ranko Mladenović: Angst vor Treue. Ein Paradox in drei Akten, 194?
- Marin Držić: Vater Marojes Dukaten. Komödie in drei Akten, 1954 (70 S.)
- Marin Držić: Plakir, Cupidos Sohn. Ein heiteres Schäferspiel in zwei Akten, 1955 (34 S.)
- Miroslav Krleža: Bankett in Blitwien, 1964, zusammen mit Reinhard Federmann (793 S.)
- Miroslav Krleža: Die Maske des Generals, 1966
- Miroslav Krleža: Tausendundein Tod. Erzählungen, 1966 (306 S.)
- Miroslav Krleža: Requiem für Habsburg. Erzählungen, 1968 (371 S.)